# チャールズ・マイスナー

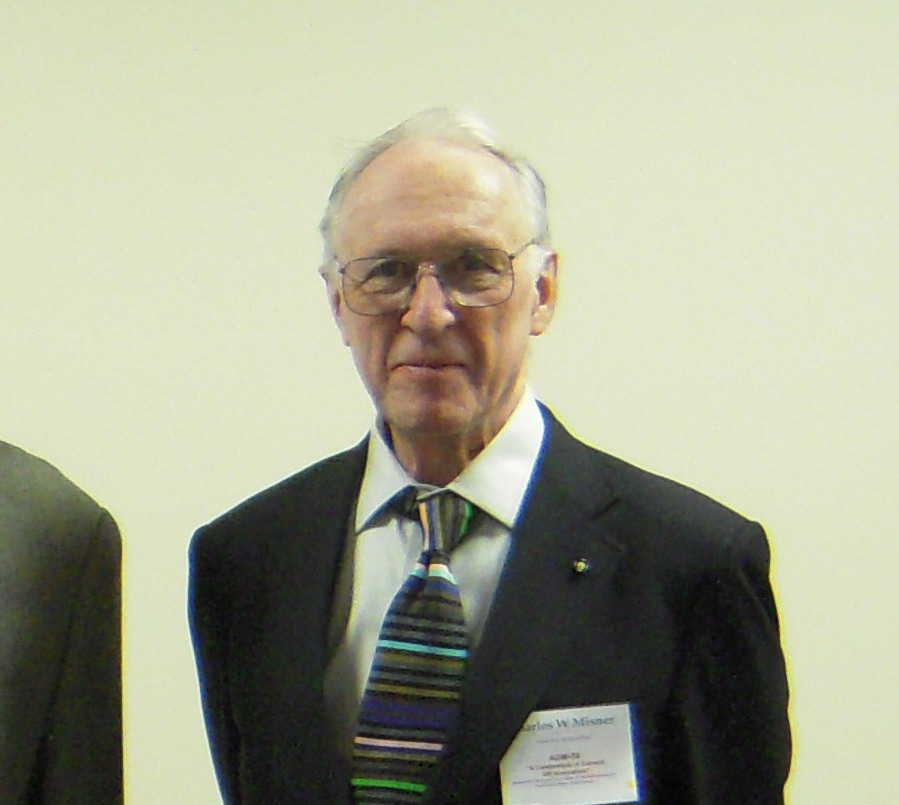
チャールズ・マイスナー

チャールズ・W・マイスナー（Charles W. Misner [ˈmɪsnər] 1932年6月13日 - 2023年7月24日）は、アメリカ合衆国の物理学者。
メリーランド大学教授で、主に一般相対性理論宇宙論についての研究を行っている。1973年にジョン・アーチボルト・ホイーラーらと共著した"Gravitation"は、大学院の重力理論の教科書として広く使われている。

## 略歴
1932年6月13日ミシガン州ジャクソンに生れる。52年ノートルダム大学卒、57年プリンストン大学で博士号を取得し、63年からメリーランド大学で勤務。1994年ハイネマン賞数理物理学部門受賞。